# Navă de croazieră

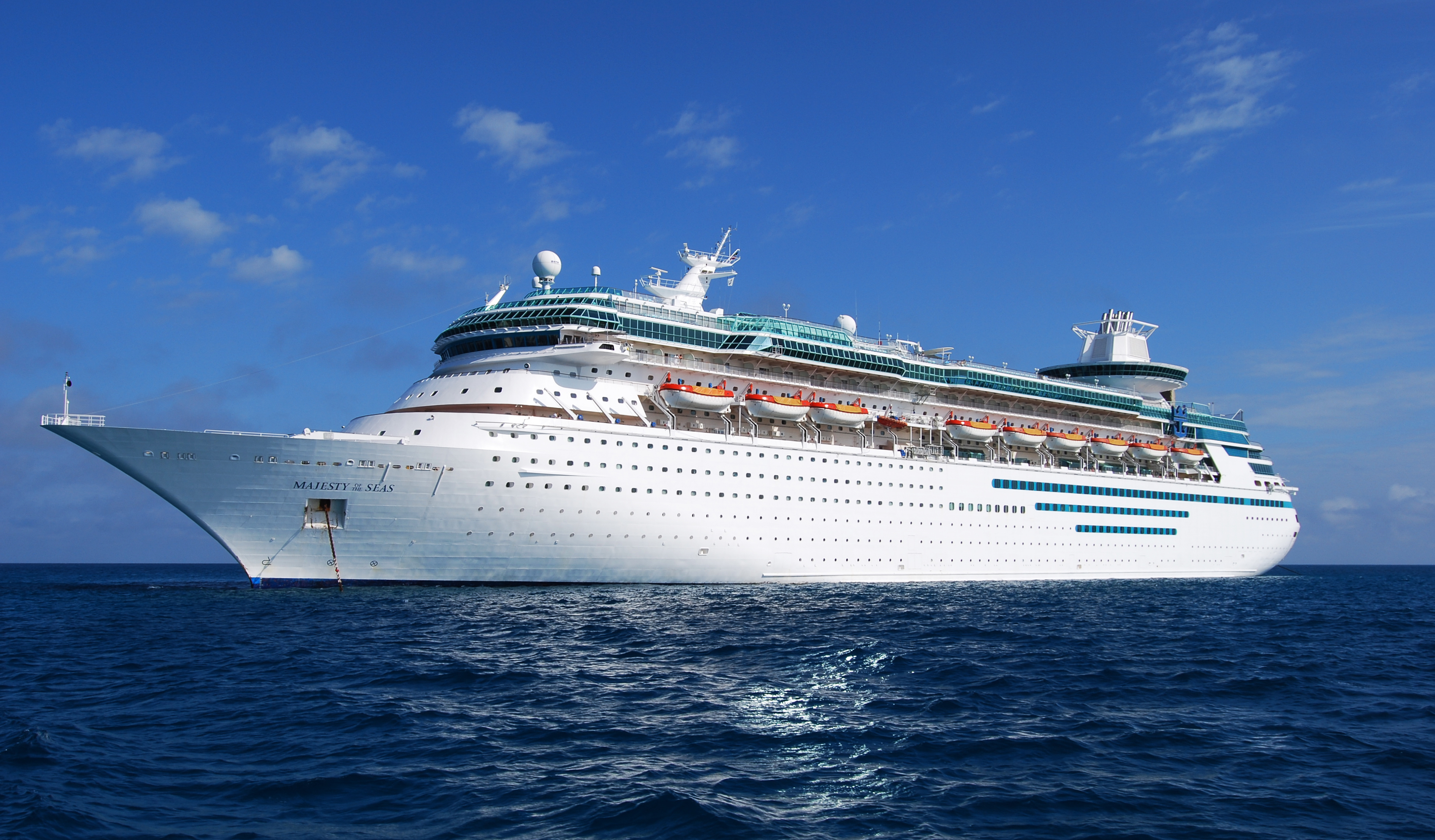
MS Majesty of the Seas, o navă de croazieră finalizată în 1992

Nava de croazieră este o navă de pasageri pentru călătorii de agrement în care călătoria însăși și facilitățile oferite de navă sunt o parte integrantă a acesteia. Navele de croazieră operează cea mai mare parte rute pe care pasagerii revin la portul de plecare, astfel încât porturile de escală sunt, de obicei, într-o regiune determinată de un continent. Sunt din ce în ce mai utilizate în detrimentul marilor pacheboturi. 

## Istoric
Prima navă destinată în exclusivitate călătoriilor pentru pasageri a fost Prinzessin Victoria Luise, construită  de către Albert Ballin, manager al companiei Hamburg-America Line (HAPAG) și lansată la apă pe 29 iunie 1900. Nava a fost special construită cu scopul a oferi călătorii de agrement în orice perioadă a anului, în Marea Mediterană și Orient, când nu existau curse de pasageri pentru traversarea Atlanticului din cauza condițiilor meteorologice nefavorabile. Prinzessin Victoria Luise a fost proiectată să ofere cele mai bune condiții pasagerilor, iar puntea era amenajată pentru clima caldă prin care urma să treacă nava, evitând structurile necesare pacheboturilor ce traversau nordul Atlanticului. Toate cele 120 de cabine ale vasului erau de lux, iar la bord pasagerii se puteau bucura de o bibliotecă, de o sală de sport și chiar de o cameră obscură dedicată fotografilor amatori. Însuși împăratul Franz Joseph a fost invidios după ce a inspectat nava, dezamăgit de faptul că era mai lung decât iahtul regal Hohenzollern.
Succesul primului voiaj efectuat de Victoria Luise în 1901 a fost extrem de mediatizat, astfel că au apărut mai multe firme concurente cu nave dedicate în exclusivitate vacanțelor. 
În perioada 1920-1933 în timpul perioadei de Prohibiție și a Marii Crize Economice din S.U.A., numărul de pasageri pe vasele de croazieră a crescut datorită faptului că restricțiile anti-alcool ce erau impuse pe teritoriul S.U.A. nu se aplicau și pe nave.
Odată cu cel de-al doilea război mondial și apariția zborurilor transatlantice, transportul pe ocean a devenit o opțiune prea scumpă și prea lentă pentru cei ce doreau să traverseze Atlanticul, astfel că multe companii au dat faliment. Cele care au rezistat, au făcut-o transformând navele de transport în nave de croazieră. „Royal Caribbean” este doar dintre companiile europene ce au intrat atunci pe piață, cu croaziere către Insulele Caraibe, ușor accesibile din porturile de pe coasta de est a Americii.
În anii '80 și '90 industria navelor de croazieră s-a menținut la un nivel ridicat, conducând astfel la creșterea masivă a numărului de turiști ce optează pentru astfel de vacanțe. 
Dacă în 1981 aproximativ 1,5 milioane de persoane erau clienți ai operatorilor de nave de croazieră, în 2004 numărul se ridica la 9,1 milioane. 
Pentru a răspunde cererii mari și totodată pentru a putea oferi o varietate de activități pe navă, navele de croazieră au devenit din ce în ce mai mari.
Croazierele au devenit o parte importantă a industriei turismului, contabilizând numai în S.U.A. în anul 2010, 27 miliarde dolari și peste 18 milioane de pasageri transportați în întreaga lume. 
Creșterea rapidă a industriei a dus la construirea a mai mult de 9 nave de croazieră pe an pentru clienți din America de Nord sau Europa. Piețele mai mici, cum ar fi regiunea Asia-Pacific, sunt în general deservite de nave de croazieră mai vechi. Acestea sunt înlocuite de nave noi în zonele cu creștere ridicată.
În prezent cele mai mari nave de croazieră sunt MS Oasis of the Seas și MS Allure of the Seas, aparținând companiei Royal Caribbean International.

## Dotări
Navele de croazieră moderne au următoarele facilități:
- Climatizare
- Cazinouri
- Saune
- Centre de fitness
- Magazine
- Biblioteci
- Teatre
- Cinema
- Piscine în interior și/sau în aer liber
- Restaurante
- Săli de sport (piste de bowling, patinoare cu gheață, facilități pentru practicarea alpinismului, terenuri de golf în miniatură, terenuri de baschet, sau terenuri de tenis).

## Șantiere navale
Piața construcțiilor pentru navele de croazieră este dominată de trei companii europene și o societate din Asia:
- STX Europe din Norvegia, cu două șantiere navale:
  - STX Europe (fosta Aker Yards / Kvaerner Masa-Yards/Wärtsilä, Valmet și șantierele navale Rauma), în Finlanda.
  - Aker Yards France (Chantiers de l'Atlantique) în Franța.
- Fincantieri din Italia.
- Meyer Werft din Germania.
- Mitsubishi Heavy Industries din Japonia.

Un număr mare de nave de croazieră au fost construite de către alte șantiere navale.